# Guillermo Tyndale
William Tyndale, hispanizado como Guillermo Tyndale, o Guillermo Tindal (condado de Gloucestershire, Inglaterra, c. 1494 - Vilvoorde, Países Bajos de los Habsburgo, 6 de octubre de 1536) fue un sacerdote católico inglés que realizó la primera traducción de la Biblia al Idioma inglés a partir de los textos hebreos y griegos. Esa traducción fue la primera en usar "Jehová" como nombre de Dios, siendo éste nombre preferido por los reformadores protestantes ingleses; fue la primera Biblia impresa en idioma inglés y la primera de las nuevas Biblias inglesas de la Reforma protestante. Se consideró un desafío directo a la hegemonía tanto de la Iglesia católica como de las leyes de Inglaterra que mantenían la posición de la Iglesia. En 1530, Tyndale también escribió "The Practyse of Prelates", oponiéndose a la anulación del matrimonio de Enrique VIII porque contravenía las Escrituras.
La gramática hebrea de Johannes Reuchlin se publicó en 1506. Tyndale trabajó en una época en la que el griego estaba disponible para la comunidad académica europea por primera vez en siglos. Erasmo de Róterdam compiló y editó las Escrituras en griego. Ello fue posible porque a raíz de la conquista de Constantinopla en 1453, en manos de los turcos otomanos, muchos griegos se escaparon a Occidente trayendo consigo los textos griegos clásicos que sirvieron para impulsar el Renacimiento.
Un ejemplar de The Obedience of a Christian Man ("La obediencia de un hombre cristiano") de Tyndale cayó en manos de Enrique VIII y le proporcionó al rey los fundamentos para escindir la Iglesia de Inglaterra de la Iglesia católica (1534). En 1535, Tyndale fue arrestado y encarcelado en el castillo de Vilvoorde, en las afueras de Bruselas, durante más de un año. En 1536, fue declarado culpable por traducir la Biblia, cosa que no quería la Iglesia de Inglaterra y la Iglesia Católica de entonces. Fue ejecutado por estrangulación y después su cuerpo fue quemado en la hoguera. En su última oración pidió que se abrieran los ojos del rey de Inglaterra, lo cual pareció encontrar su cumplimiento solo dos años después con la autorización de la Great Bible de Enrique VIII. Para la Iglesia de Inglaterra, que era en gran parte obra de Tyndale, faltaban secciones complementadas con traducciones de Miles Coverdale. La Biblia de Tyndale, como se la conocía, continuó desempeñando un papel clave en la difusión de las ideas de la Reforma en todo el mundo de habla inglesa y, finalmente, en el Imperio Británico.
En 1611, los 54 académicos que produjeron la Biblia del rey Jacobo se inspiraron significativamente en la de Tyndale. Se estima que el Nuevo Testamento en esta versión procede en un 83% de Tyndale y el Antiguo Testamento en un 76%. Su Biblia traducida fue la primera en imprimirse en inglés, y modelo para posteriores traducciones de la Biblia al inglés.
Una encuesta de la BBC, en 2002, colocaba a Tyndale en el puesto 26 los 100 mejores británicos de la historia.

## Biografía

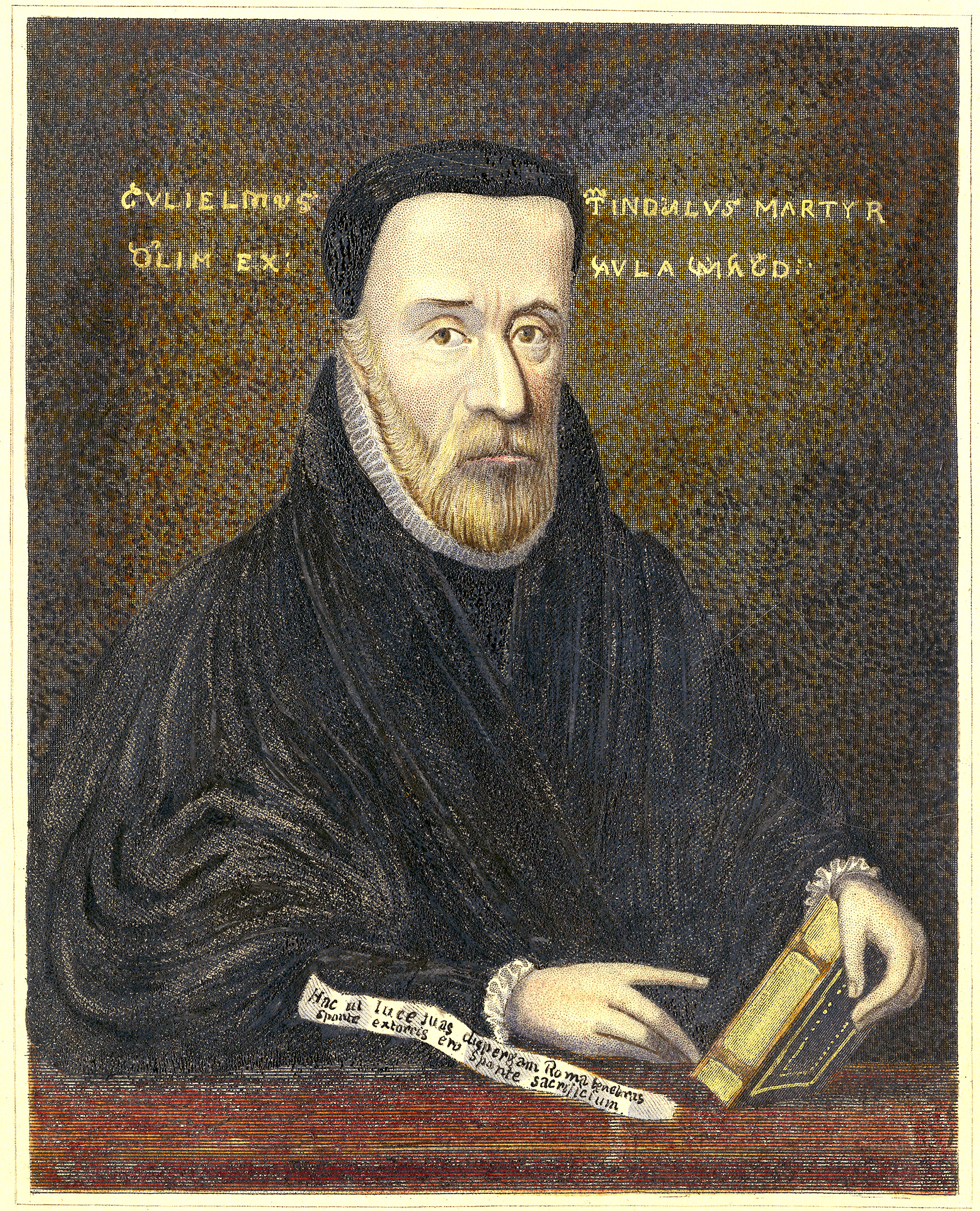
Retrato de William Tyndale

Estudió en Oxford, la misma universidad donde había estado Juan Wiclef poco más de 120 años antes. Los ideales de Tyndale estuvieran influidos posiblemente por Wycliffe. En 1515 se graduó como «maestro en artes» (licenciado) en la Universidad de Oxford y cabe que sus estudios complementarios los realizase en la Universidad de Cambridge. Después de titularse, se trasladó a Cambridge donde parece que conoció a Erasmo de Róterdam, quien estaba terminando su compilación del Novum Instrumentum Omne (el Nuevo Testamento en griego). Además del inglés como lengua materna, en el curso de su vida Tyndale aprendió francés, griego, hebreo, alemán, italiano, latín y español.
John Foxe, en El libro de los mártires, cuenta que el estudio de este Nuevo Testamento transformó su vida. Exhortando a unos sacerdotes sobre la importancia de estudiar la Biblia, un sacerdote le dijo: «Sería mejor estar sin la ley de Dios que sin la ley del papa». Frustrado, Tyndale contestó: «Desafío al papa y todas sus leyes; y si Dios me permite, algún día haré posible que el hombre que maneja el arado en Inglaterra, sepa más de la Escritura que el papa mismo».
Tyndale se dispuso a traducir el Nuevo Testamento al inglés de la gente común. Para ello se basó en el Nuevo Testamento griego de Erasmo. Pronto se percató de que su proyecto no era posible en la Inglaterra de entonces. En 1521, el rey Enrique VIII había publicado un enérgico tratado en el que defendía al papa católico y arremetía contra el protestante Lutero (solo por la cuestión de la anulación de su matrimonio con Catalina de Aragón, el rey Enrique VIII rompería con Roma en 1534, creando la nueva Iglesia de Inglaterra). Tyndale acudió al obispo de Londres, Cuthbert Tonstal, para que le permitiera trabajar en la traducción en el mismo palacio obispal. Pero el obispo le dijo que no había lugar para tal cosa en su palacio. Con tristeza, Tyndale le dijo: «Percibí que no solamente en el palacio del obispo de Londres, sino en toda Inglaterra no había lugar para tratar de traducir las Escrituras».
En 1521 fue ordenado sacerdote católico, trabajando como preceptor de los hijos de Sir John Walsh hasta 1523.
Decidido a llevar a cabo la traducción de la Biblia al inglés, salió de Inglaterra y se trasladó a Colonia, en el Sacro Imperio Romano Germánico. Trabajó con tanta diligencia que en 1524 presentó su manuscrito del Nuevo Testamento al impresor en Colonia. En secreto empezaron a hacer las placas para imprimir el libro. Pero un sacerdote, Cochlaeus, escuchó un rumor de que estaban por imprimir el Nuevo Testamento. Cochlaeus avisó a las autoridades que confiscaron pronto las láminas antes de que pudieran imprimirlas. Tyndale recogió las láminas no confiscadas y huyó a Worms y allí logró imprimir en 1526 3000  ejemplares del Nuevo Testamento.
Tyndale procedió a enviar a Inglaterra sus libros de forma clandestina, en cajas, barriles, paquetes de ropa, sacos de harina, y de cuantas maneras pudo. En mayo de 1526 llegaron los primeros ejemplares a Inglaterra. Unos meses después se distribuía en muchas partes. Cochlaeus había avisado al clero inglés y cuando se dieron cuenta de que estaban viniendo los libros, pusieron guardas en todos los puertos para confiscarlos antes de que entraran al país. Muchos fueron descubiertos y quemados en una ceremonia solemne en St Paul’s Cross en Londres. Pero a pesar de estas medidas, muchos llegaron a manos de la gente. Al ver que no lo podían impedir, Cuthbert Tonstal, el obispo de Londres, pagó a un mercader amigo de Tyndale para que comprara el resto de los libros. Estos fueron destruidos, pero el dinero recibido por las ventas sirvió para que Tyndale continuara imprimiendo. De 1527 a 1530 pudo imprimir 18,000 ejemplares. Hoy día sólo hay constancia de la existencia de dos ejemplares.
Al fin, en mayo de 1535, Tyndale fue apresado por sus enemigos, que procedieron a encerrarle en el castillo de Vilvoorde, cerca de Amberes, Bélgica. Desde allí escribió al gobernador:

Si tengo que permanecer aquí durante el invierno, que me haga el favor de pedirle al procurador que si fuera tan amable de enviarme, de mis bienes que tiene en su posesión, una gorra más caliente, porque sufro de un catarro fuerte y constante, que empeora por las condiciones de esta celda. También un abrigo más caliente, porque el que tengo es muy delgado, asimismo un pedazo de tela para remendar mis polainas; mis camisas también están gastadas.

El 6 de octubre de 1536 lo sacaron de su celda para ejecutarlo. Lo amarraron a una estaca. Primero lo estrangularon y después quemaron su cuerpo.

### Etapa en Inglaterra
En la época de Tyndale, el pueblo (vulgar) no contaba con la educación superior, los estudios se realizaban en latín (lengua de la Iglesia y de las Escrituras) y, con respecto a esta última, el asunto era más delicado (estaba prohibida la traducción y lectura de la Biblia en lengua vernácula, salvo que hubiese permiso del episcopado) de acuerdo con las Constituciones de Oxford.
Había precedentes en el sentido de que, por atreverse a contravenir esta «ley», gran número de lolardos acabaron en la hoguera por leer y distribuir la Biblia de John Wickliffe (una versión inglesa de la Vulgata).
Además, los aires que procedían de la Europa continental (la labor reformadora de Lutero) hacían que se sembrara gran inquietud en la Iglesia católica de Inglaterra.
William Tyndale llevó una carta de presentación al obispo Tunstall (sabía que era docto y había apoyado a Erasmo). Sin embargo, para sorpresa suya, ni la carta de presentación, ni la solicitud por escrito para una entrevista, tuvieron respuesta.
A Tyndale se le conocía por sus críticas contra la ignorancia y el fanatismo de los eclesiásticos. También se sabía de un careo que sostuvo con un jerarca eclesiástico, hasta tuvo que comparecer ante el administrador de la diócesis de Worcester por falsas acusaciones de herejía. Posiblemente todo esto hizo que el obispo Cuthert Tunstall rechazara recibir a Tyndale.
No pasó mucho tiempo hasta que Tyndale viera la necesidad de marcharse de Inglaterra si quería conseguir su meta: 'traducir al inglés el Nuevo Testamento. En 1521 se marchó de la isla para nunca volver.

### Etapa en la Europa continental
William Tyndale halló asilo en Alemania (se desconoce el lugar, aunque los indicios apuntan a Hamburgo). Con la ayuda económica de Monmouth, comerciante amigo suyo, puede costear la impresión de las Escrituras Griegas, confiando esta labor a Quentall, de Colonia. Un enemigo llamado Dobneck ―conocido por Cochlaeus― al tanto del asunto, comunicó a un amigo del rey Enrique VIII lo que Tyndale pretendía hacer. Enseguida se hicieron las gestiones para prohibir la impresión de Quentall. Tyndale y su ayudante William Roye se escapan para salvar la vida, reanudando el trabajo de impresión en Worms (Alemania), donde por fin se finaliza y consigue la traducción al inglés del Nuevo Testamento.
Una vez traducido e impreso todo el texto del Nuevo Testamento, se esforzó por introducirlo en Inglaterra, lo que se consigue por medio del contrabando en mercancías de barcos con destino a la isla. Los envíos que se interceptaban, iban directamente a la hoguera (los agentes eclesiásticos estaban decididos a impedir la entrada de la versión de Tyndale). El 11 de febrero de 1526, el cardenal Wolsey, acompañado de obispos y prebostes, se reunió cerca de la Catedral de San Pablo de Londres para ver cómo se quemaban los libros y publicaciones, entre ellos ejemplares del Nuevo Testamento de Tyndale, en un claro desafío a todo lo que se opusiera a la Iglesia. Tyndale realizó nuevas ediciones de su versión, que fueron confiscadas sistemáticamente y quemadas por el clero.
Entre 1526 y 1528 se marchó a Amberes, quedándose en casa de su amigo y benefactor Thomas Poyntz, donde estuvo a salvo por un tiempo de las intrigas del cardenal Wolsey. Duraría poco, pues un tal Henry Phillips (inglés) logró ganarse la confianza de Tyndale y lo traicionó en 1535 delatándolo al poder imperial, por lo que fue arrestado y encarcelado en el castillo de Vilvoorde, donde permaneció preso 16 meses).

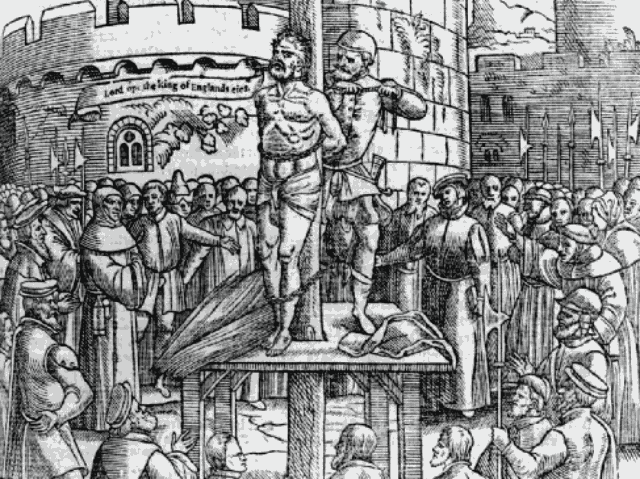
Ejecución de Tyndale.

Se cree que salieron a luz unos 6000 ejemplares de la primera edición del Nuevo Testamento de Tyndale. Hoy, solo quedan dos ejemplares de esta primera edición de la traducción de Tyndale: uno completo (aunque carece de portada) que se halla en la Biblioteca Británica; el otro, al que le faltan 71 páginas, se encuentra en la biblioteca de la Catedral de San Pablo (nadie sabe cómo llegó allí).
La comisión que juzgó a William Tyndale estaba compuesta por tres teólogos de la Universidad Católica de Lovaina, donde había cursado estudios el tal Henry Phillips (quien lo había traicionado), tres canónigos lovanienses y tres obispos, además de otros dignatarios.
Se le condenó por herejía y fue suspendido del sacerdocio católico. Fue ejecutado por estrangulamiento y luego quemado en público el 6 de octubre de 1536.

## El Nuevo Testamento de Tyndale

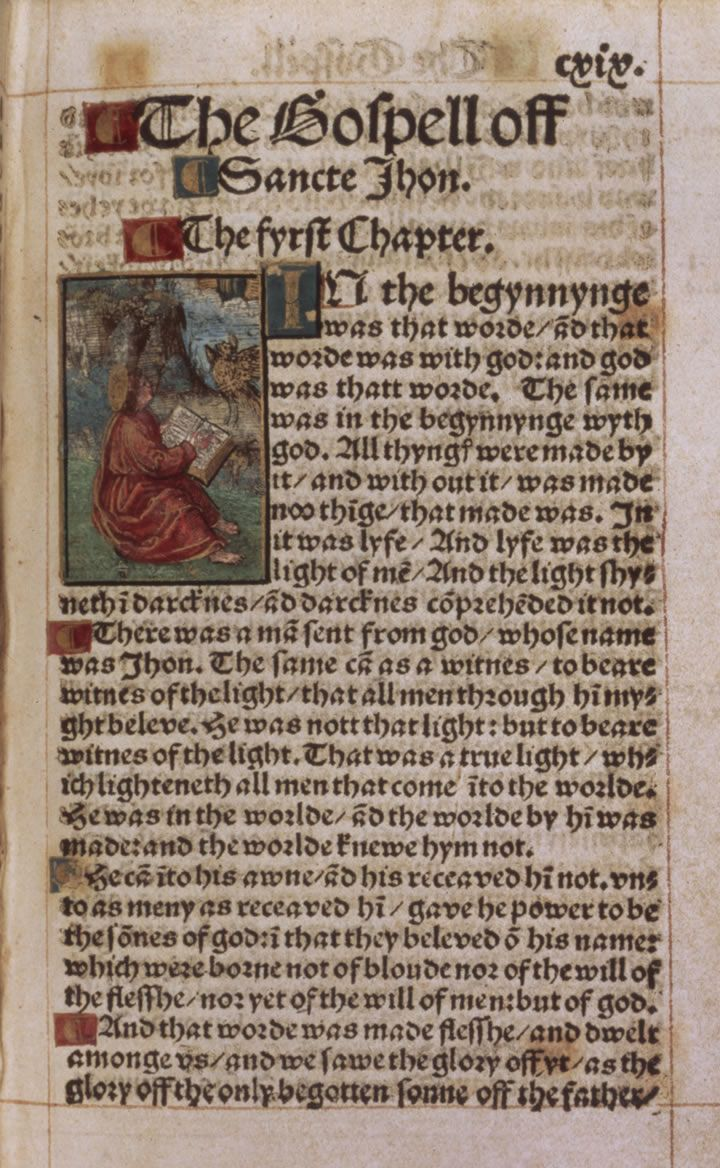
Biblia de Tyndale

El término "Biblia de Tyndale" no es estrictamente correcto, porque Tyndale nunca publicó una Biblia completa. La tarea fue completada por Miles Coverdale, quien complementó las traducciones de Tyndale con la suya propia para producir la primera Biblia impresa completa en inglés en 1535. Antes de su ejecución, Tyndale solo había terminado de traducir todo el Nuevo Testamento y aproximadamente la mitad del Antiguo Testamento. De este último, el Pentateuco, Jonás y una versión revisada del libro de Génesis se publicaron durante su vida. Sus otras obras del Antiguo Testamento se usaron por primera vez en la creación de la "Biblia de Mateo". Y también tuvo una gran influencia en cada traducción importante en inglés de la Biblia que siguió. 
- ¿Qué tenía de especial la versión del Nuevo Testamento de Tyndale?

A diferencia de la Vulgata, la versión de Tyndale del texto original griego mostraba un lenguaje accesible y clarificador en inglés.
- Insistió en emplear «congregación» y no «iglesia», a fin de destacar que se refería a los 'fieles' y no a los 'templos'.
- Tradujo el vocablo griego ágape en el capítulo 13 de la Primera carta a los corintios por 'amor' en vez de 'caridad'.
- También se sustituyó el término «sacerdote» por «anciano» y de «hacer penitencia» por «arrepentirse».

El legado de su Nuevo Testamento en inglés fue tal que fue predominante en la Biblia de los Obispos y la Biblia del Rey Jacobo. 

### Lo que dicen algunos autores de Tyndale
Como traductor, Tyndale fue sobresaliente por su buen juicio. Aunque trabajó en medio de condiciones muy adversas ―en las fronteras de lo que se conocía de los idiomas bíblicos en su tiempo―, realizó traducciones que fijaron el modelo para todos los traductores al inglés que le siguieron.
Gerald Hammond, en The making of the English Bible (‘Cómo se hizo la Biblia inglesa’), págs. 42 y 43

La honradez, sinceridad e integridad escrupulosa de Tyndale, su sencilla franqueza, su mágica simplicidad fraseológica, su modesta música, han dado a su texto una autoridad que se ha impuesto en todas las versiones posteriores. [...] Nueve décimos del Nuevo Testamento Autorizado [King James Version] es todavía la mejor obra de Tyndale.
The Bible in its ancient and English versions, pág. 160

## Escritos de William Tyndale
- The Parable of the Wicked Mammon (La parábola del malvado Mammón).
- The Obedience of a Christian Man (La obediencia de un hombre cristiano).
- The Practice of Prelates (La práctica de los prelados).
- Traducción al inglés de una edición del Pentateuco.
- Traducción al inglés de todo el Nuevo Testamento.